# Méthode R.&J. Lafond
 (novembre 2015).
Si vous disposez d'ouvrages ou d'articles de référence ou si vous connaissez des sites web de qualité traitant du thème abordé ici, merci de compléter l'article en donnant les références utiles à sa vérifiabilité et en les liant à la section « Notes et références ».
La Méthode R.&J. Lafond est une méthode française de sport de combat créée par Maître Roger Lafond.

## Biographie
Roger Lafond est né le 4 octobre 1913 à Paris. Il commence à pratiquer la boxe française et l'escrime avec son père, Eugène Lafond. Roger Lafond est, en effet, issu d'une lignée de maître d'armes. Passionné par les sports de combat et engagé dans l'armée depuis 1933, il fut formé, par la suite, au sein du Bataillon de Joinville dès 1937.
En 1939, il est envoyé au front, mais est rapidement fait prisonnier par les soldats allemands. Il est envoyé dans un camp de prisonniers à Verdun, puis au Stalag XI-B. Dans ce camp, il décide de faire pratiquer le sport à ces camarades. Ils y construisent un véritable stade équipé où, ensemble, ils pratiquent tous les sports.
À la libération, il rentre en France, termine sa formation de maître d'armes et devient professeur de boxe française et de culture physique. Il fait la rencontre d'Henry Plée et devient professeur de karaté. Il a alors l'occasion de faire la connaissance des Maîtres Hiroo Mochizuki, Tsutomu Ohshima ou encore Tetsuji Murakami. C'est durant cette période qu'il crée une méthode d'autodéfense appelé Panache. Durant de nombreuses années, Maître Lafond enseigne à de nombreuses personnalités connues, comme Jean Marais, Sheila, Annie Cordy... C'est également lui qui formera les acteurs de la série culte Chapeau melon et bottes de cuir. Le mime Marceau viendra aussi s'inspirer des mouvements de Roger Lafond.
Après une retraite active, où il continuera d'enseigner bénévolement jusqu'à l'âge de 95 ans, il décède au Perreux-sur-Marne le 8 avril 2011. Ses funérailles ont eu lieu le 12 avril en l'église Saint-Jean-Baptiste, au Perreux-sur-Marne, en présence de nombreuses personnalités des sports de combat,.

## Méthode
Roger Lafond a créé, dans les années 1950, une méthode française de sports de combat, le panaché de combat français, aujourd'hui également appelée Méthode R. & J. Lafond.
La méthode regroupe la pratique de plusieurs disciplines de tradition française :
- la savate moderne ;
- la canne Lafond ;
- le bâton français ancien, le bâton Lafond et le double-bâton ;
- la culture physique ;
- le panache ;
- le parapluie.

On y pratique conjointement culture physique, escrime, savate moderne, canne et bâtons, mais aussi le Panache qui combine des techniques de défense comme la gifle, les coups de coudes et de genoux, ou encore le parapluie. Pour être efficaces et rapides, les mouvements sont exécutés en souplesse et avec un armé moins prononcé. Sa méthode sera, d'ailleurs, opposée plus tard à celle de Maurice Sarry.
Cette méthode de combat est fondée sur les principes de l'école française d'escrime telle qu'elle était pratiquée au Bataillon de Joinville. Les coups sont donnés sans recul et la position de fente que Maître Lafond préconise est davantage une demi-fente afin de ne pas s'écraser au sol. C'est une méthode fondée sur la vitesse d'exécution, la souplesse des attitudes, l'esthétique des techniques utilisées et l'hygiène de vie.
Ainsi, Roger Lafond a notablement modifié les pratiques de combat françaises traditionnelles. Il a créé la savate moderne qui s'inscrit dans la lignée Lecour de la boxe française traditionnelle, avec une position de garde plus haute et des coups moins armés. Dans le même ordre d'idées, il pérennise une pratique de la canne dans laquelle on « tire par devant » par opposition au « développement » exécuté dans la pratique de la canne de combat fédérale. En outre, même s'il enseigne le bâton français ancien (tenu avec une main en pronation et l'autre en supination), il a développé ce qu'il appelle le « bâton Lafond », qui consiste à saisir l'arme les deux mains en pronation et à transposer les coups de l'escrime à l'épée. Le « double bâton », une autre de ses créations, consiste, quant à lui, à prendre le bâton en son milieu les deux mains écartées et en pronation, ce qui permet d'en utiliser les deux bouts. Enfin, pour le combat de rue, il a créé le Panache, à mains nues ou armées, dans lequel tous les coups sont permis, notamment l'usage du parapluie ou d'armes improvisées.

## Enseignement
Dans la Méthode Lafond, l'enseignement est dispensé selon la méthode analytique. Les mouvements sont tous décomposés un à un selon un rythme et une vitesse d'exécution déterminée par le professeur. 
L'enseignement n'est pas uniformisé et, dans cette méthode, l'enseignant n'utilise pas les notions de micro et macro-cycles[Quoi ?]. La séance est toujours construite selon le même modèle, bien que la difficulté puisse aller croissante durant la saison.
Toutes les disciplines sont pratiquées dans une seule et même séance, dont le déroulement a été fixé par le créateur de la méthode, respectant le principe de progression de l'engagement physique du pratiquant. La séance commence toujours par un échauffement basé sur les mouvements de culture physique. Les élèves pratiquent ensuite les mouvements de savate seuls dans le vide dans une première séquence, puis dans une deuxième séquence où les enchaînements sont plus rapides et plus complexes. La séance se poursuit par la pratique de la canne et du parapluie, d'abord dans le vide puis en assaut deux par deux. L'enseignement collectif se termine par des enchaînements de mouvements de Panache. La séance se termine par des assauts de Savate qui est le point culminant de la séance. 
Par ailleurs, toutes les disciplines de la Méthode Lafond sont conçues comme interdépendantes. Chacune d'entre elles apporte au pratiquant des qualités différentes qui se complètent de telle sorte que le combat de rue est, en fait, un mélange de toutes les disciplines, d'où le nom de Panaché de combat français utilisé initialement par Roger Lafond.

## Pérennité
Cette méthode est toujours pratiquée et enseignée par les professeurs et moniteurs que Roger Lafond a formés. Il a notamment créé une association pour pérenniser sa méthode. Cette association, qui porte le nom de Méthode R.&J. Lafond, basée au Perreux-sur-Marne, continue son activité, formant de nouveaux moniteurs.